# No. 75 Squadron RAF
 (mars 2021).
Si vous disposez d'ouvrages ou d'articles de référence ou si vous connaissez des sites web de qualité traitant du thème abordé ici, merci de compléter l'article en donnant les références utiles à sa vérifiabilité et en les liant à la section « Notes et références ».
Le No. 75 Squadron (75e escadron) est une unité de bombardiers de la Royal Air Force qui a œuvré durant la Première Guerre mondiale et Seconde Guerre mondiale, avant d'être transférée à la Royal New Zealand Air Force en 1945.

## Première Guerre mondiale, Royal Flying Corps, Escadron de défense intérieure
En pleine Première Guerre mondiale, le 1er septembre 1917, l'escadron est établi en tant qu'unité du Royal Flying Corps pour la défense intérieure. Il est formé à Goldington[Où ?] et possède des BE2c et plus tard des BE2e. Il déménage en septembre 1917 à RAF Elmswell (en) dans l'Est-Anglie et échange les BE2c contre des FE2b. Les vols opérationnels contre des raids de jour et de nuit s'avèrent infructueux et les pilotes n'engagent pas l'ennemi. À la fin de 1917, l'escadron fait partie de la 50 Southern Wing. Des archives minimales montrent que l'escadron a effectué seize sorties d'interception entre septembre 1917 et août 1918. En mai 1918, l'escadron s'installe à RAF North Weald, et est chargé des combats de nuit. Il reçoit en octobre des Avro 504K et des Sopwith Pup.
Après la guerre, en décembre 1918, des Sopwith Camel arrivent et enfin des Sopwith Snipe en mars 1919. Peu d'informations ont survécu sur les débuts de l'escadron, l'escadron n'a vu aucune action avant d'être dissous, toujours à North Weald, le 13 juin 1919.

## 1937: reformé en escadron de bombardiers
L'escadron est reformé en tant que No. 75 (Bomber) Squadron (75e Escadron de bombardiers) le 15 mars 1937 dans le cadre d'une expansion prévue de la RAF. Il s'agit d'une équipe B (B flight) avec le No. 218 Squadron RAF (en) comme cadre. Elle est formée à RAF Driffield (en) dans le Yorkshire. Les premiers avions reçus sont quatre bombardiers de nuit Vickers Virginia et deux Avro Anson. Plus tard, d'autres Ansons arrivent du No. 215 Squadron RAF (en) pour en avoir six dans chaque équipe. En septembre, les bombardiers lourds Handley Page H.P.54 Harrow remplacent les Virginia. L'escadron devient une unité de bombardiers à longue portée avec six avions pour chaque équipe et quatre en réserve. Le code d'escadron, «75», est peint sur le fuselage. En juillet 1938, l'escadron déménage à RAF Honington et reçoit le code d'aéronef «FO» pour remplacer le «75». En mars 1939, le 75e Escadron devint la réserve du No. 3 Group (en), faisait partie du RAF Bomber Command. Il s'agit désormais, de manière effective, d'une unité d'entraînement opérationnel (en) (OTU). Il déménage à RAF Stradishall (en) en juillet 1939 et se rééquipe de Vickers Wellington Mk1. Le 4 avril 1940, le 75e Escadron est absorbé dans le No. 6 (Training) Group et cesse d'exister. L'escadron reformé n'a pas créé, adopté ou été autorisé à utiliser un badge officiel d'escadron de la RAF.

## L'escadron néo-zélandais
En 1938, le gouvernement néo-zélandais commande 30 bombardiers Vickers Wellington Mk1C. Des équipages de la Force aérienne royale néo-zélandaise (RNZAF) sont envoyés en Angleterre pour s'entraîner sur ces nouveaux avions. Ils sont basés à RAF Marham. Les registres officiels de la RAF nomment ce groupe d'aviateurs comme The New Zealand Squadron (en) (l'escadron néozélandais). Les équipages devaient ramener les avions vers la Nouvelle-Zélande par lots de six mais à la suite de la déclaration de guerre de la Grande-Bretagne contre l'Allemagne, le gouvernement néo-zélandais met les aviateurs et les avions à la disposition de la RAF pour l'aider dans le nouvel effort de guerre. Le 4 avril 1940, le ministère de l'Air britannique décide de leur donner la plaque d'immatriculation du No. 75 Squadron. Cela signifie que le noyau dur de l'escadron néozélandais reste ensemble en tant qu'unité opérationnelle de la RAF.

## Seconde Guerre mondiale: équipages néo-zélandais

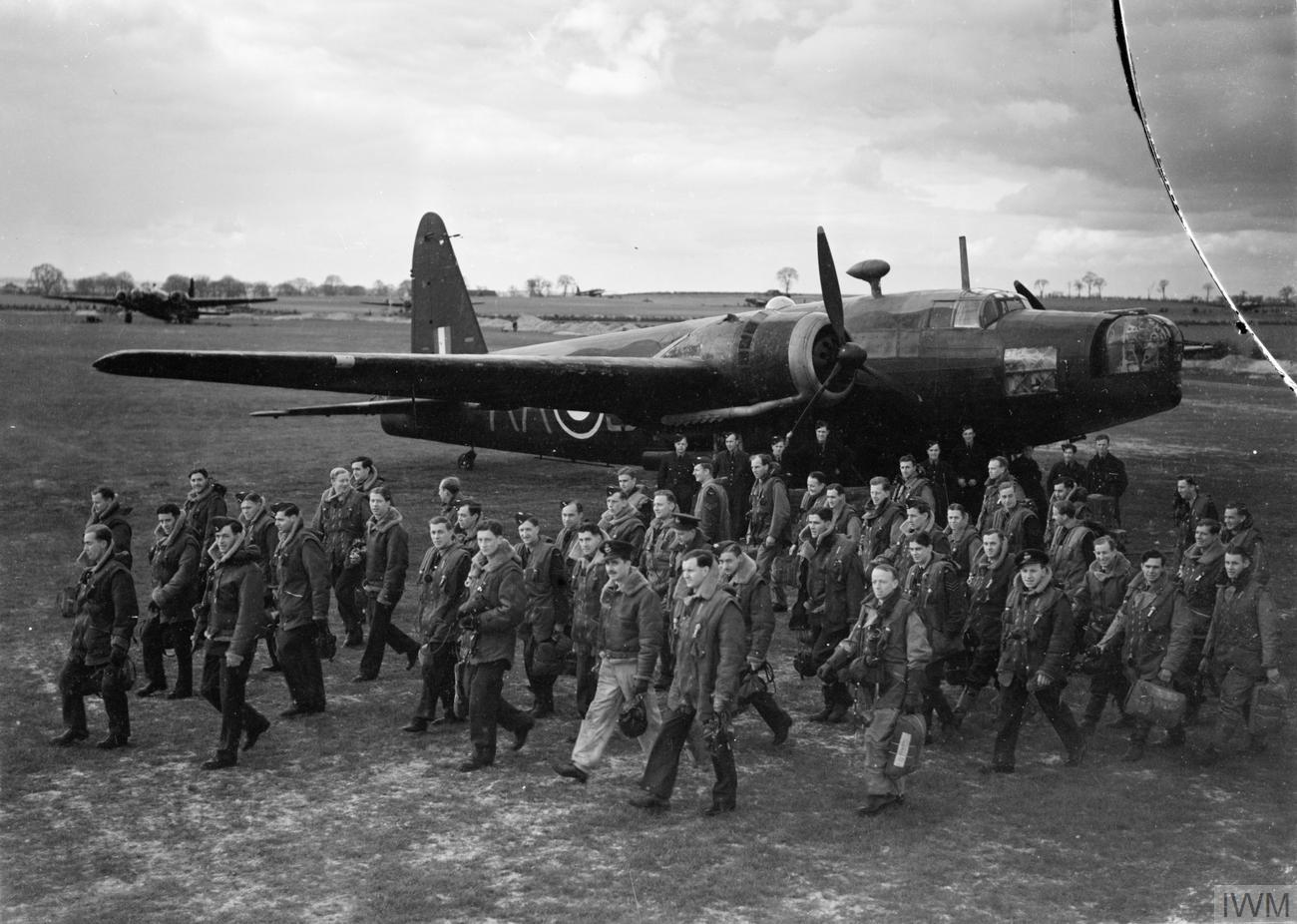
Equipage du No. 75 Squadron avec un Wellington Mk I en arrière-plan à RAF Feltwell avant un raid de nuit sur Hambourg

Le 4 avril 1940, le New Zealand Squadron est renommé No. 75 Squadron, les lettres (NZ) étant ajoutées entre parenthèses après le numéro. Il s'agit du premier escadron du Commonwealth à être ainsi créé pendant la Seconde Guerre mondiale. Bien que souvent désigné, à l'époque et depuis, comme une unité de la RNZAF, le 75e escadron est équipé et contrôlé par la RAF jusqu'au jour de la victoire sur le Japon. Ce n'est pas le cas de la plupart des unités de la RNZAF, ainsi que de celles des autres Dominions ; techniquement, ces unités étaient rattachées à la RAF en vertu de l'article XV du plan d’entraînement aérien du Commonwealth britannique, et étaient connues sous le nom d'« Article XV squadrons ».
Le No. 75 (NZ) Squadron rejoint le No. 3 Group et est initialement basé à RAF Feltwell, puis à RAF Mildenhall, à RAF Newmarket (en) et à RAF Mepal (en) dans le Cambridgeshire. Il opère au dessus de la France, la Norvège, la Belgique, l'Italie, la Suède et l'Allemagne.
Ses lettres de code « AA » sur les deux côtés des avions deviennent largement reconnaissables[réf. nécessaire]. L'escadron possède trois équipes après la réception des Short Stirling. L'équipe C reçoit les lettres de code "JN" car il n'y a pas asses de lettres de code pour trois équipes "AA". Des Avro Lancaster remplacent les Stirlings en 1944. En août 1945, date à laquelle l'escadron rejoint RAF Spilsby (en), les pilotes commencent à se convertir aux Avro Lincoln dans le cadre de la nouvelle Tiger Force. L'escadron doit quitter ses Lancaster bien réglés et soignés à Mepal et reçoit une escadre de Lancaster plutôt mal entretenus à Spilsby. Le personnel est désormais entièrement néo-zélandais, mais lorsque le Japon capitule, l'escadron ne reçoit que trois Lincolns à emmener en Extrême-Orient, et il est bientôt dissous, les Néo-Zélandais étant lentement ramenés chez eux sur une période de douze mois.

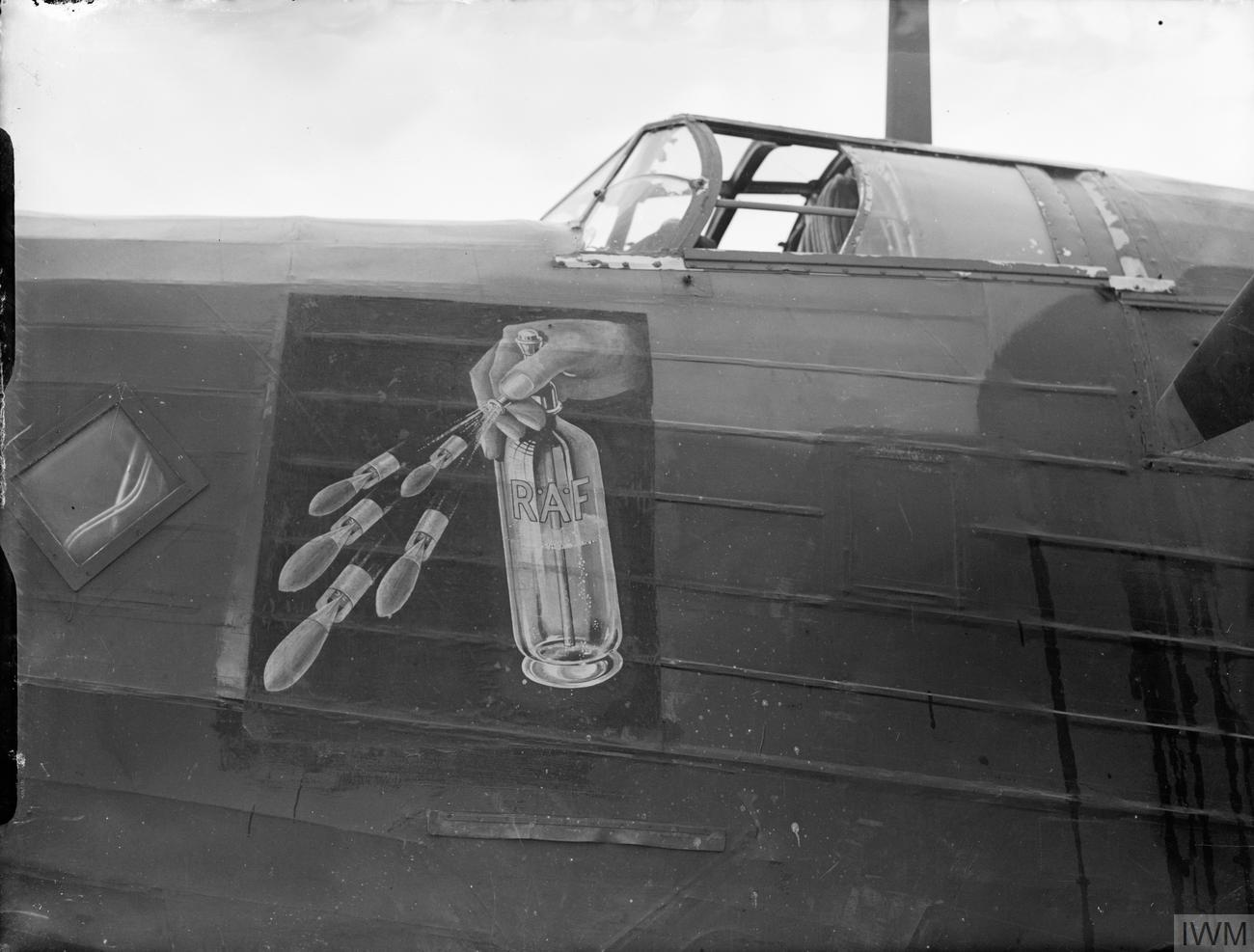
Nose art sur un Wellington du No. 75 Squadron Wellington à RAF Feltwell

Le No. 75 (Bomber) Squadron 75 1937–1940 et le No. 75 (NZ) Squadron 1940–1945, ont été basés successivement à,
| De             | À              | Nom                  | Équipement                                         |
| -------------- | -------------- | -------------------- | -------------------------------------------------- |
| Mars 1937      | Juillet 1938   | RAF Driffield (en)   | Anson Mk.I, Virginia Mk.X                          |
| Juillet 1938   | Juillet 1939   | RAF Honington        | Anson Mk.I, Harrow Mks. I, II                      |
| Juillet 1939   | Septembre 1939 | RAF Stradishall (en) | Anson Mk.I, Wellington Mk.I                        |
| Septembre 1939 | Avril 1940     | RAF Harwell (en)     | Anson Mk.I, Wellington Mk.I                        |
| Avril 1940     | Août 1942      | RAF Feltwell         | Wellington Mks. I, Ia, Ic                          |
| Août 1942      | Novembre 1942  | RAF Mildenhall       | Vickers Wellington Mks. Ia, Ic Short Stirling Mk.I |
| Novembre 1942  | Juin 1943      | RAF Newmarket (en)   | Short Stirling Mk.I                                |
| Juin 1943      | Juil 1945      | RAF Mepal (en)       | Short Stirling Mks. I, III Lancaster Mks. I, III   |
| Juil 1945      | Octobre 1945   | RAF Spilsby (en)     | Lancaster Mks. I, III Lincoln Mk.II                |

## Transfert vers la Royal New Zealand Air Force
En octobre 1946, en reconnaissance du travail accompli et des sacrifices consentis par les équipages néo-zélandais, la Grande-Bretagne transfère le numéro d'escadron, l'insigne et les couleurs à la Royal New Zealand Air Force. Le No. 2 Squadron RNZAF (en) se débarrassait à ce moment-là de ses bombardiers Lockheed Ventura à la RNZAF Base Ohakea (en), et a donc été dissous et renuméroté No. 75 Squadron RNZAF. Une unité de chasseurs / bombardiers est formée sur cette base et est rééquipée avec 50 ex-RAF Havilland Mosquito qui proviennent de Grande-Bretagne.
La RAF n'aura plus jamais un No. 75 Squadron, et c'est le seul escadron de la RAF à avoir été confié à un pays du Commonwealth par la Grande-Bretagne. L'insigne d'escadron est également transféré et conserve son format RAF mais avec la mention de la Royal New Zealand Air Force. Il s'agit du seul badge au format RAF parmi tous les badges de la RNZAF.

## Faits d'armes

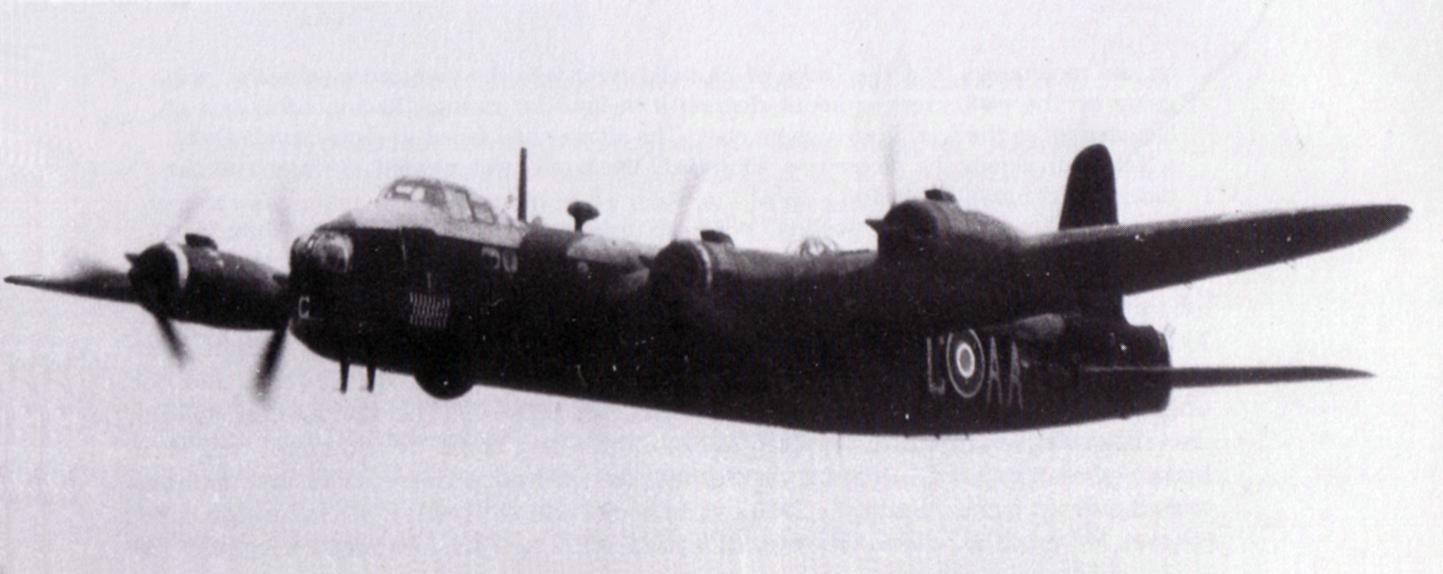
Short Stirling AA-C

Le No. 75 Squadron est constamment engagé contre l'Allemagne de 1940 au jour de la victoire. L'escadron effectue plus de sorties que tout autre escadron de bombardiers lourds alliés et subi le deuxième plus grand nombre de pertes de tous les escadrons alliés et largue le deuxième plus gros poids en bombes de tous les escadrons alliés.[réf. nécessaire] Le prix le plus élevé du Commonwealth pour la bravoure - la Croix de Victoria - a été décerné au Sergent JA Ward. Il est monté sur l'aile de son Wellington, lors d'une opération au-dessus de l'Europe, dans une tentative d'extinction d'un incendie sur un des moteurs. Bien que gravement endommagé par les obus des canons des chasseurs ennemis, l'avion a réussi à regagner sa base.
Un Lancaster reconstruit au Musée des transports et de la technologie d'Auckland, en Nouvelle-Zélande, porte les codes AA de l'un des avions du No. 75 (NZ) Squadron. Cet avion particulier n'a jamais vu le service actif mais a été laissé en Nouvelle-Zélande par la marine française et offert au peuple néo-zélandais[réf. nécessaire].
Le seul avion du No. 75 (NZ) Squadron à avoir réalisé plus de 100 opérations est le Lancaster NE181 (JN-M). Des tentatives ont été faites pour ramener cet avion en Nouvelle-Zélande en 1945 mais le gouvernement néo-zélandais n'a pas voulu payer pour son transport vers la Nouvelle-Zélande. Tous les avions survivants du No. 75 (NZ) Squadron ont été mis au rebut en 1947–48[réf. nécessaire].
Les Archives nationales présentent une entrevue avec Gordon Ford, un opérateur sans fil britannique qui a servi dans le No. 75 (NZ) Squadron pendant la Seconde Guerre mondiale.